# Pamela Healy
Pamela Katherine Healy (ur. 24 czerwca 1963 w San Francisco) – amerykańska żeglarka sportowa. Brązowa medalistka olimpijska z Barcelony.
Zawody w 1992 był jej jedynymi igrzyskami olimpijskimi. Zajęła trzecie miejsce w klasie 470, a partnerowała jej Jennifer Isler. W 1991 zostały mistrzyniami świata.